# ヴェッギス

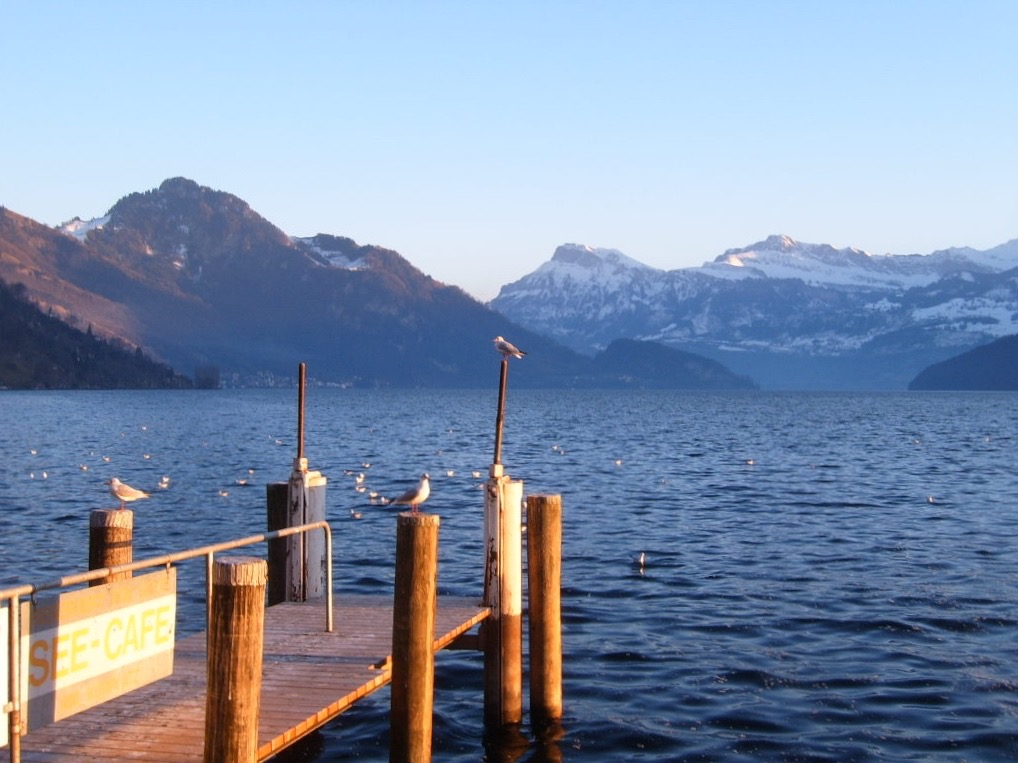

ヴェッギス (Weggis) は、スイス、ルツェルン州、フィアヴァルトシュテッテ湖（ルツェルン湖）の湖畔に位置する基礎自治体である。村の北東にリギ山が迫り、その中腹にあるリギ・カルトバート Rigi-Kaltbad との間をロープウェイが結んでいる。
温暖な気候のため、棕櫚の木やラン、栗など地中海性気候のもとで育つ植物が生い茂り、「中央スイスのリヴィエラ」と呼ばれる。人口は約4,400人（2014年現在）。ルツェルンに次ぎ、ルツェルン州の中で2番目に重要な観光地と位置づけられている。湖畔の野外ステージでは、野外コンサートをはじめとするイベントが開催されている。
アメリカ合衆国の作家、小説家、マーク・トウェインがリギ山観光の際にヴェッギスを訪れ、この地の素晴らしさを称賛した。